# Zoe Kazan

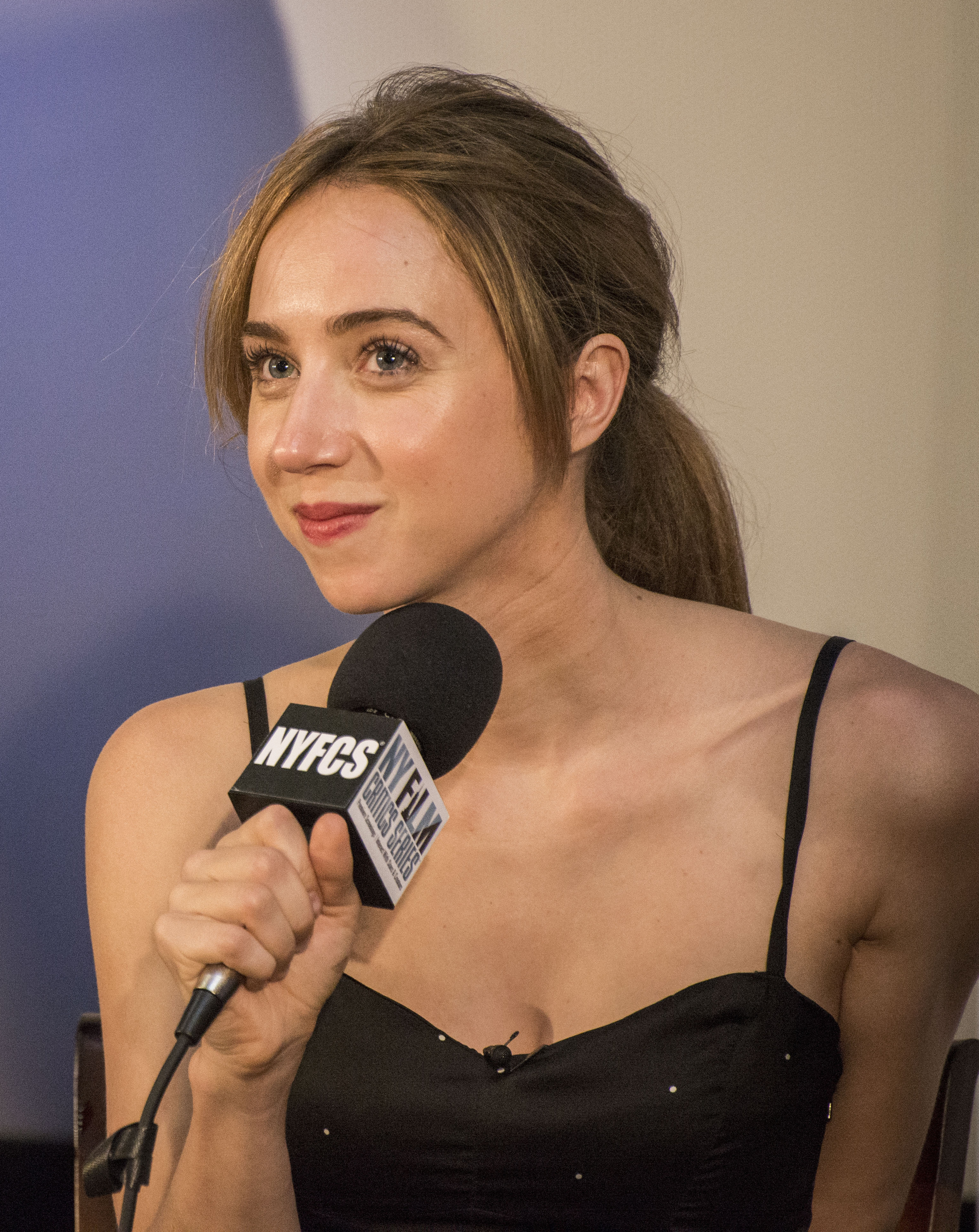
Zoe Kazan (2014)

Zoe Swicord Kazan (* 9. September 1983 in Los Angeles, Kalifornien) ist eine US-amerikanische Schauspielerin, Drehbuchautorin und Dramatikerin.

## Leben und Karriere
Zoe Kazan ist die Tochter des Drehbuchautors Nicholas Kazan und der Regisseurin Robin Swicord. Ihre jüngere Schwester Maya Kazan ist ebenfalls Schauspielerin und ihr Großvater war der Regisseur Elia Kazan. Sie erhielt ihre Schauspielausbildung an der Yale University und schloss 2005 das Studium ab. Ihr Theaterdebüt hatte sie 2006 in der Off-Broadway-Produktion The Prime of Miss Jean Brodie an der Seite von Cynthia Nixon.
Eine erste kleine Filmrolle erhielt Kazan 2007 in Die Geschwister Savage. Im selben Jahr spielte sie neben Ryan Gosling und Anthony Hopkins im Film Das perfekte Verbrechen die Rolle der Anwaltsgehilfin Mona. In Zeiten des Aufruhrs (2008) spielte sie die Geliebte von Leonardo DiCaprio. Der Independentfilm The Exploding Girl und Rebecca Millers Pippa Lee (beide 2009) waren auf der Berlinale 2009 zu sehen. In Wenn Liebe so einfach wäre (2009) spielte sie eine der Töchter von Meryl Streep. Höhepunkt ihrer bisherigen Theaterlaufbahn war 2008 die Rolle der Mascha in Anton Tschechows Die Möwe an der Seite von Kristin Scott Thomas und Peter Sarsgaard. 2012 spielte sie die Hauptrolle in dem Film Ruby Sparks, für den sie auch das Drehbuch schrieb. In Maria Schraders Film She Said verkörpert sie die Journalistin Jodi Kantor.
2018 wurde Kazan in die Academy of Motion Picture Arts and Sciences berufen, die jährlich die Oscars vergibt.
Kazan ist seit 2007 mit dem Schauspielkollegen Paul Dano liiert und Mutter einer Tochter (* 2018) und eines Sohnes (* 2022).

## Filmografie (Auswahl)

### Als Darstellerin
- 2003: Swordswallowers an Thin Men
- 2007: Medium – Nichts bleibt verborgen (Medium, Fernsehserie, eine Episode)
- 2007: Die Geschwister Savage (The Savages)
- 2007: Das perfekte Verbrechen (Fracture)
- 2007: Im Tal von Elah (In the Valley of Elah)
- 2008: Speechless (Dokumentation)
- 2008: After Iraq (Dokumentation)
- 2008: HBO First Look (Fernsehshow)
- 2008: Der Börsen-Crash (August)
- 2008: Ich & Orson Welles (Me and Orson Welles)
- 2008: Zeiten des Aufruhrs (Revolutionary Road)
- 2009: The Exploding Girl
- 2009: Pippa Lee (The Private Lives of Pippa Lee)
- 2009: Mein fast perfekter Valentinstag (I Hate Valentine’s Day)
- 2009: Wenn Liebe so einfach wäre (It’s Complicated)
- 2010: Bored to Death (Fernsehserie, 4 Episoden)
- 2010: HappyThankYouMorePlease (happythankyoumoreplease)
- 2010: Auf dem Weg nach Oregon (Meek's Cutoff)
- 2011: Showing Up (Dokumentation)
- 2012: Ruby Sparks – Meine fabelhafte Freundin (Ruby Sparks)
- 2012: Some Girl(s)
- 2013: The Pretty One
- 2013: The F-Word – Von wegen nur gute Freunde! (The F Word)
- 2014: In Your Eyes
- 2014: Olive Kitteridge (TV-Miniserie)
- 2015: Die Wahlkämpferin (Our Brand Is Crisis)
- 2016: The Monster
- 2017: The Big Sick
- 2017–2019: The Deuce (Fernsehserie, 8 Episoden)
- 2018: The Ballad of Buster Scruggs
- 2019: The Kindness of Strangers
- 2020: The Plot Against America (Miniserie, 6 Episoden)
- 2021: Cryptozoo (Stimme)
- 2021: Clickbait (Fernsehserie, 8 Episoden)
- 2022: She Said

### Als Drehbuchautorin
- 2012: Ruby Sparks – Meine fabelhafte Freundin (Ruby Sparks)
- 2018: Wildlife

## Theater

### Als Darstellerin
- 2006: The Prime of Miss Jean Brodie (Acorn Theatre)
- 2007: 100 Saints You Should Know (Playwrights Horizons)
- 2007: Things We Want Stella (Acorn Theatre)
- 2008: Come Back, Little Sheba (Biltmore Theatre)
- 2008: Die Möwe (Walter Kerr Theatre)
- 2010: A Behanding in Spokane (Gerald Schoenfeld Theatre)
- 2010: Angels in America (Signature Theatre)
- 2013: Clive (Acorn Theatre)
- 2014: When We Were Young and Unafraid (Manhattan Theater Club)
- 2016: Love Love Love (Roundabout Theatre)

### Als Autorin
- 2009: Absalom (Actors Theatre of Louisville)
- 2011: We Live Here (Manhattan Theater Club)
- 2014: Trudy and Max in Love (South Coast Repertory)
- 2017: After The Blast (Vivian Beaumont Theatre)